# Visconde de Silvares
Visconde de Silvares é um título nobiliárquico criado pelo Rei D. Carlos I de Portugal, por Decreto de 23 de Abril de 1891, em favor de Alexandre de Faria e Sousa de Vasconcelos e Sá.
Titulares
1. Alexandre de Faria e Sousa de Vasconcelos e Sá, 1.º Visconde de Silvares.